# Вампировые
Вампировые летучие мыши, или десмодовые (лат. Desmodontinae) — подсемейство млекопитающих семейства листоносых летучих мышей, питающихся кровью. Иногда выделяется в отдельное семейство Desmodontidae. Подсемейство включает всего три рода и вида:
- Desmodus rotundus — Обыкновенный вампир, или десмод,
- Diaemus youngi — Белокрылый вампир,
- Diphylla ecaudata — Мохноногий вампир,

распространённых в Центральной и Южной Америке от Мексики до северной Аргентины.
Другие летучие мыши, носящие название «вампиров» (Vampyrum spectrum, Vampyressa, Vampyrodes), к гематофагии отношения не имеют, питаясь либо мелкими позвоночными (Vampyrum spectrum), либо плодами и насекомыми.

## Общее описание
Это довольно мелкие летучие мыши: длина их тела не превышает 9 см при массе 40 г и размахе крыльев 32—35 см. Хвоста нет; межбедренная перепонка узкая. Морда короткая, конической формы, без носового листка. Ноздри окружены кожными валиками. На конце носа у вампировых находятся специализированные инфракрасные рецепторы, позволяющие им отыскивать теплокровную добычу. Уши небольшие, заострённые, между собой не соединены. Козелок имеется. Окраска волосяного покрова однотонная, буроватая; у белокрылых вампиров края крыльев белые.
Зубы у вампировых приспособлены к их специфической диете. Верхние резцы очень большие, клыкообразные, с острыми режущими краями, способными рассекать кожу жертвы. Нижняя челюсть длиннее верхней, и при смыкании челюстей вершины верхних резцов входят в глубокие бороздки на внутренней стороне нижней челюсти позади нижних резцов. Клыки крупные. Предкоренные зубы узкие, с острыми краями. Коренные зубы отсутствуют или развиты очень слабо. Пищеварительная система приспособлена к гематофагии — у вампировых очень короткий пищевод, а желудок снабжён большим кишкообразным выростом.

## Образ жизни
Вампировые водятся в тропических и субтропических областях Америки от северной Мексики до центральных районов Уругвая, Чили, Аргентины, а также на о. Тринидад. Судя по ископаемым остаткам в прошлом их ареал был шире, на севере доходя до Западной Виргинии.
Обитают вампировые в различных ландшафтах и биотопах, встречаясь как в засушливых, так и во влажных лесных районах. Водятся в зарослях кустарников, кактусов. Днём находят себе убежища в тёмных местах — пещерах, дуплах деревьев, строениях, старых колодцах и т. д. На днёвках встречаются поодиночке, небольшими семейными группами, иногда крупными скоплениями до тысячи и более особей. Часто живут совместно с другими видами летучих мышей. Активность начинается с наступлением темноты и достигает максимума к полуночи. В год самка приносит 1 детёныша. Беременность длится 90—120 дней. Сезонности в размножении, как правило, нет. Самки заботятся о потомстве намного дольше других видов летучих мышей — до 9 месяцев. В неволе Desmodus rotundus может жить более 12 лет.

### Гематофагия
Это единственные настоящие паразиты среди теплокровных позвоночных. Питаются вампировые исключительно свежей кровью млекопитающих (Desmodus rotundus) и птиц (Diaemus youngi и Diphylla ecaudata); изредка нападают на спящих людей. На охоту вылетают с наступлением полной темноты. Испускаемые ими эхолокационные звуки имеют малую мощность — значительно меньшую, чем у насекомоядных летучих мышей, а развитый слух позволяет обнаруживать спящее животное по шуму дыхания. Обнаружив теплокровное животное, вампир опускается на него или садится на землю рядом. В отличие от большинства летучих мышей, вампиры быстро и ловко ползают по земле; способны даже бегать со скоростью до 1,2 м/с. С помощью инфракрасных рецепторов вампир находит участок кожи, слабо покрытый шерстью или перьями: уши у млекопитающих, гребень у кур, холку у лошадей и т. д. Затем своими острыми зубами прокусывает кожу; укус вампира почти безболезнен и, как правило, не беспокоит спящее животное. Обычно ранка от укуса бывает 5—10 мм длиной и 1—5 мм глубиной. К выступившей капле крови вампир прикладывает нижнюю сторону языка. При этом боковые стороны языка заворачиваются вниз, создавая трубку, как бы продолжающую глубокую бороздку, которая проходит посредине нижней губы вампира. Медленными движениями языка вперёд и назад достигается вакуум в ротовой полости, заставляющий кровь течь вверх.
Слюна вампиров содержит анестезирующие и антикоагулирующие ферменты (включая гликопротеин дракулин), которые обезболивают место укуса и препятствуют свёртыванию крови. Из ранки, оставленной вампиром, кровь может течь, не останавливаясь, в течение нескольких часов (до 8 ч), хотя сам вампир обычно питается не более 20—30 минут. За это время он выпивает 20—40 мл крови (примерно столовую ложку), то есть почти столько же, сколько весит сам. Поглощённая кровь быстро всасывается в желудке. Такое большое количество пищи подчас мешает зверьку взлететь, поэтому мочевыделительная система вампиров уже через 2 минуты после начала кормления начинает выделять очень жидкую мочу, которая по сути состоит из плазмы поглощённой крови. Следующие порции мочи более концентрированные, поскольку рацион вампиров богат белками, преобразующимися в мочевину.
Вампиры не способны голодать более 2 суток подряд — в противном случае они погибают голодной смертью. Поэтому зачастую к ранке на теле жертвы выстраивается целая очередь из зверьков. Распространено также своеобразное «переливание» крови, когда одна летучая мышь кормит другую изо рта в рот. У вампиров хорошая память — они запоминают, кто поделился с ними пищей и кто не делился, и в дальнейшем не делятся с «жадинами», когда тем самим требуется пища.

## Значение для человека
Вампировые нападают почти на всех теплокровных животных. Основную опасность при их нападениях на домашний скот представляет не кровопотеря, а передающиеся от вампиров бешенство и другие инфекционные заболевания, опасные для рогатого скота и для человека. Вампиры — единственные млекопитающие, имеющие иммунитет к бешенству. Кроме того, открытые раны инфицируются бактериями и паразитическими личинками насекомых, часто становясь причиной гибели животных.
Многие люди панически боятся вампиров, потому как считается, что кровососущие рукокрылые вонзают свои зубы в яремную вену, а также, что эти зубы способны действовать как шприц, откачивая кровь. Фактическому положению дел это не соответствует.
Приносят вампиры и пользу. В 2003 году был создан препарат десмотеплаза, представляющий собой генетически модифицированную версию слюнного фермента Desmodus rotundus, предотвращающего свёртывание крови у млекопитающих. Десмотеплаза является медикаментозным средством для профилактики и лечения острых нарушений мозгового кровообращения (инсультов), так как растворяет образующиеся в просвете сосудов тромбы, не оказывая воздействия на остальную часть кровеносной системы.
После неутешительных результатов разработка препарата была закрыта. В декабре 2014 года компания Lundbeck объявила о прекращении разработки desmoteplase, и списала 309 миллионов датских крон.